# Salvador Ferrer
|  | Pel polític uruguaià, vegeu Salvador Ferrer Serra |

Salvador Ferrer i Amill (1840 - Barcelona, 10 de gener de 1890) fou un sindicalista català, el primer vicepresident de la UGT. Assistí al congrés fundacional de la UGT, que presidí, en representació de la Societat Obrera de Teixidors de Seda de Barcelona i rodalia l'agost de 1888. Havia estat vocal de la comissió organitzadora d'aquest congrés i fou nomenat vicepresident del Comitè Nacional de la UGT.
Es va casar amb Rosa Aragonés.